# Richmond Gosselin
Richmond Gosselin (* 25. April 1956 in Winnipeg, Manitoba) ist ein ehemaliger kanadischer Eishockeyspieler und -trainer.

## Karriere
Als Junior spielte er bei den Flin Flon Bombers in der WCHL. Dort war er der herausragende Spieler seines Teams und einer der besten Scorer der Liga. Beim NHL Amateur Draft 1976 holten ihn daher die Montréal Canadiens in der siebten Runde als 118.
Er schaffte jedoch nicht den Sprung in die National Hockey League. Früh zog es ihn in die Schweiz. In der Saison 1978/79 spielte er drei Spiele in der WHA für die Winnipeg Jets.
Weitere Stationen waren der HC La Chaux-de-Fonds, EHC Biel, Fribourg-Gottéron, EHC Grindelwald und beim HC Martigny. Nach seinem Karriereende als Spieler war er Trainer bzw. Assistenztrainer des HC Martigny in der NLB, HC Ajoie (NLA und NLB), Eisbären Berlin (DEL), EV Zug (NLA), EHC Basel (NLA).
In der Saison 2006/07 trainierte er den SG Cortina in der italienischen Serie A1. Zuvor war er bereits im Verlauf der Spielzeit 2000/01 als Cheftrainer beim EV Bruneck tätig gewesen.